# Districtul Thung Yai
Thung Yai (în thailandeză ทุ่งใหญ่) este un district (Amphoe) din provincia Nakhon Si Thammarat, Thailanda, cu o populație de 67.202 locuitori și o suprafață de 603,287 km².

## Componență
Districtul este subdivizat în 7 subdistricte (tambon), care sunt subdivizate în 63 de sate (muban).
| Nr. | Nume       | În thailandeză | Sate | Locuitori |  |
| --- | ---------- | -------------- | ---- | --------- |  |
| 1.  | Tha Yang   | ท่ายาง          | 12   | 12,931    |  |
| 2.  | Thung Sang | ทุ่งสัง           | 7    | 5,100     |  |
| 3.  | Thung Yai  | ทุ่งใหญ่          | 10   | 9,266     |  |
| 4.  | Kurae      | กุแหระ          | 8    | 7,088     |  |
| 5.  | Prik       | ปริก            | 9    | 15,043    |  |
| 6.  | Bang Rup   | บางรูป          | 9    | 7,933     |  |
| 7.  | Krung Yan  | กรุงหยัน         | 8    | 9,841     |  |

|| 
|}